# 格迪耶勒
35°47′N 0°26′W / 35.783°N 0.433°W

格迪耶勒（阿拉伯语：‎），是阿爾及利亞的城鎮，位於該國西北部，由奧蘭省負責管轄，是格迪耶勒區的首府，面積94平方公里，2009年人口39,129，人口密度每平方公里417人。